# Friedrichsdorf
Friedrichsdorf è una città tedesca di 25 662 abitanti, situata nel land dell'Assia.

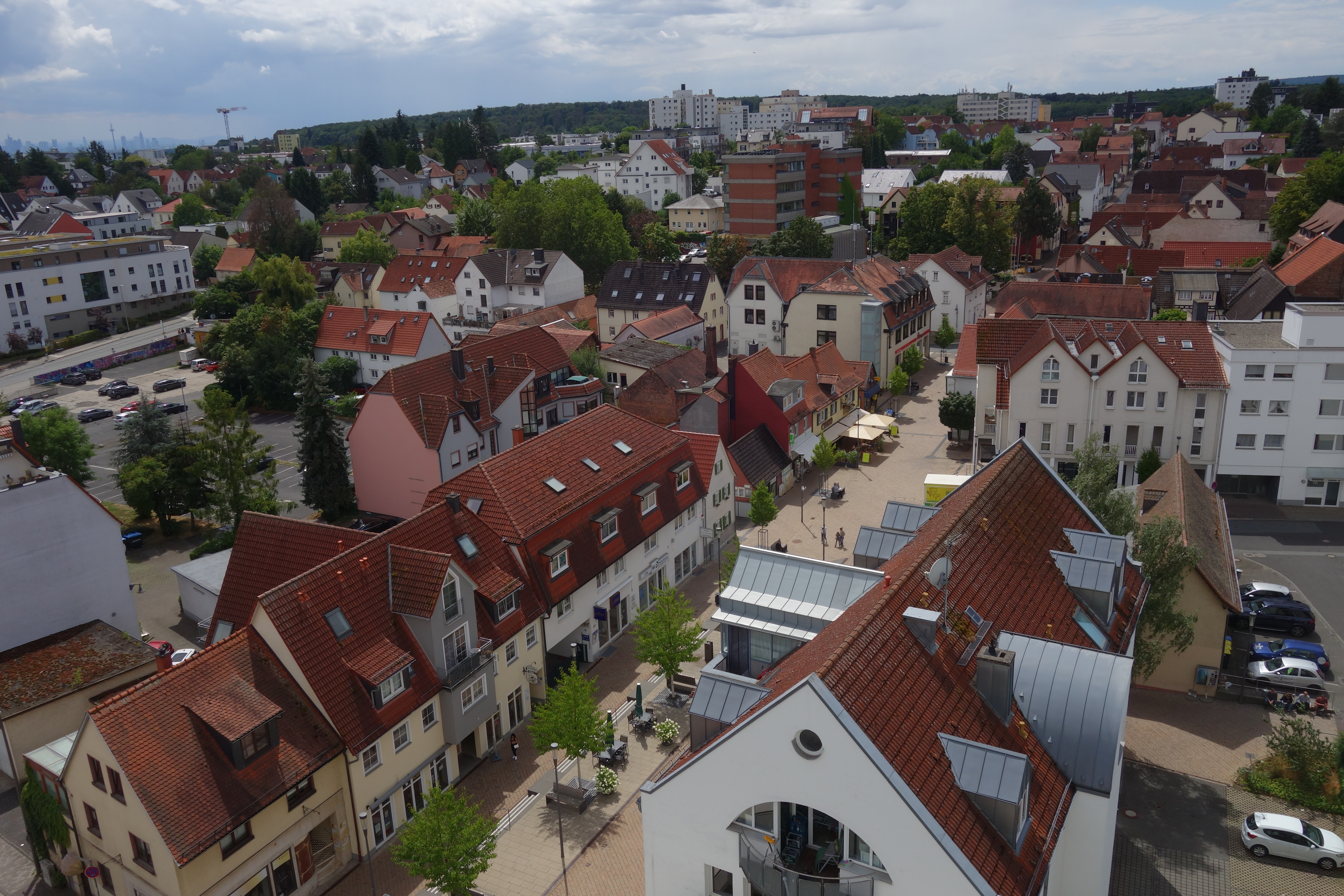
Quartiere degli affari

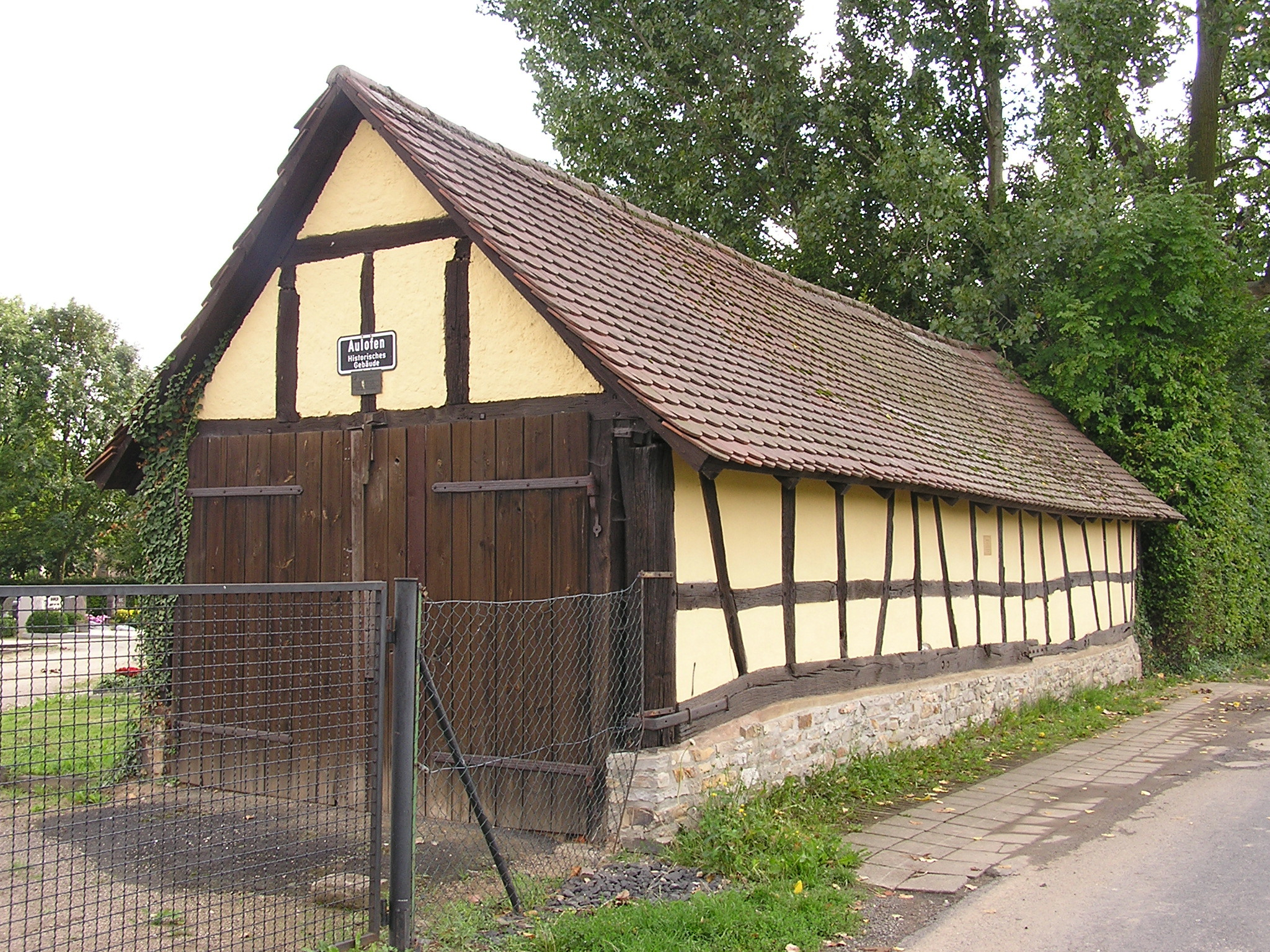
Seulberg, Un'antica casa

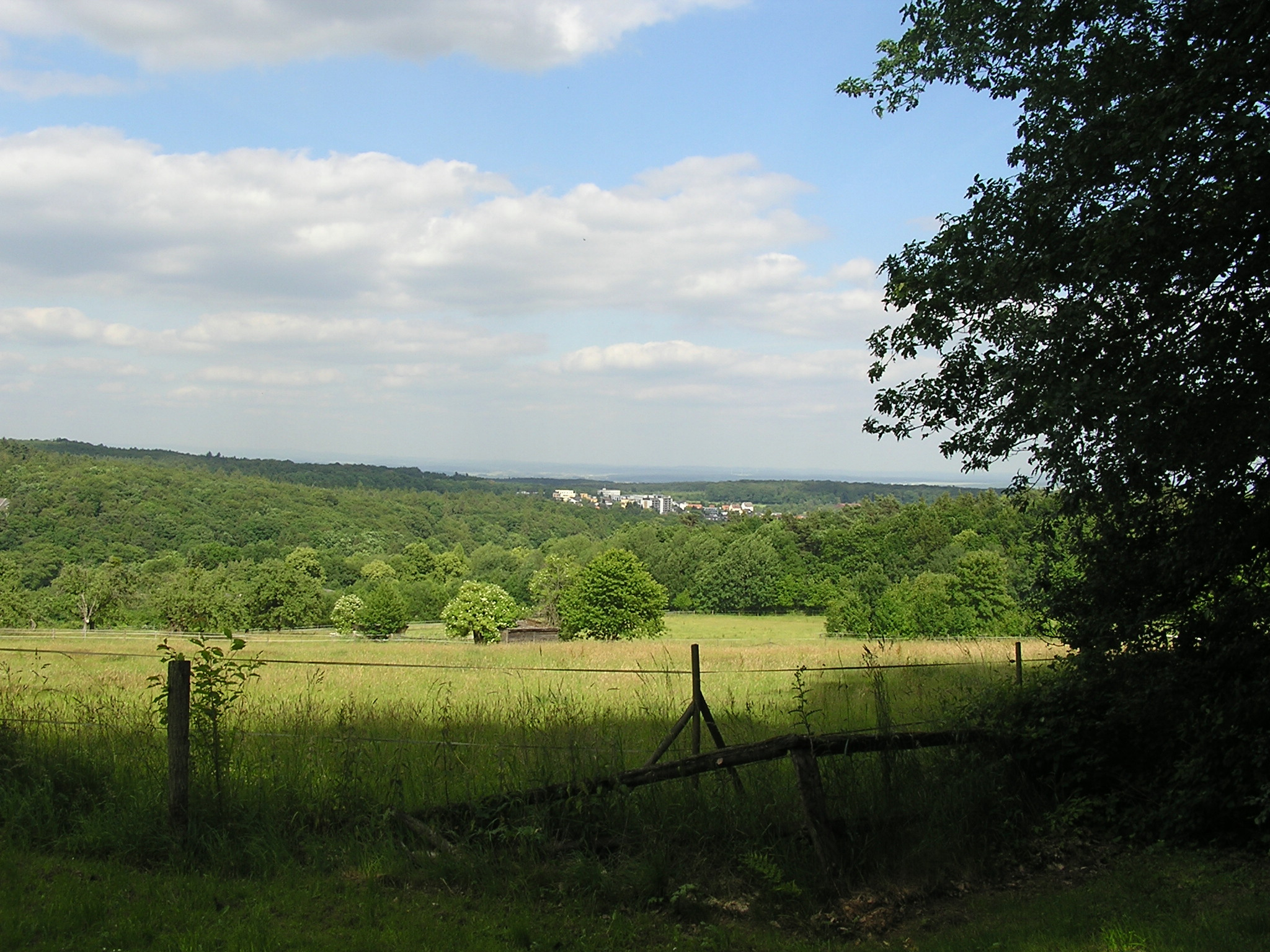
La frazione di Köppern

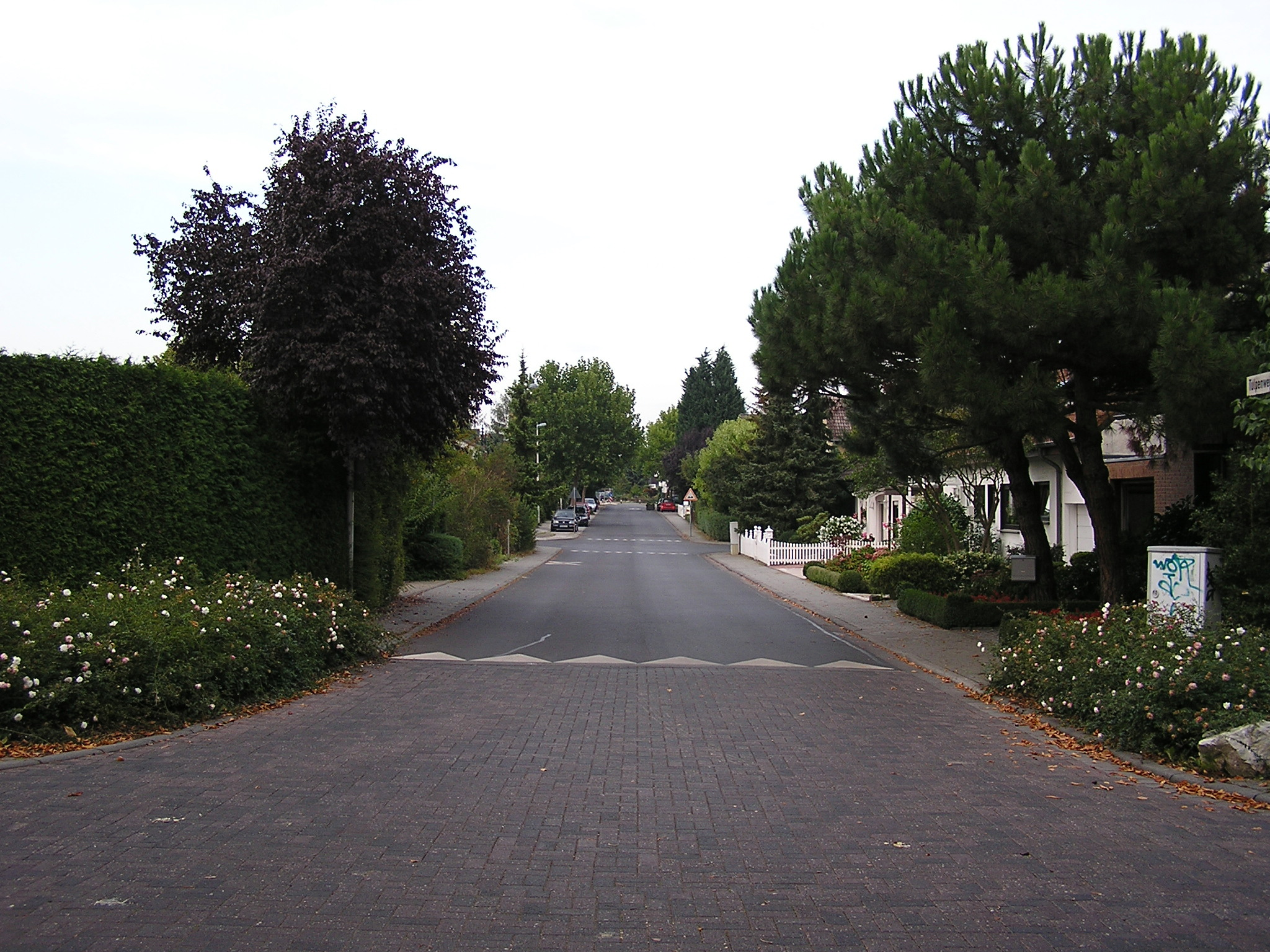
La zona di Schäferborn

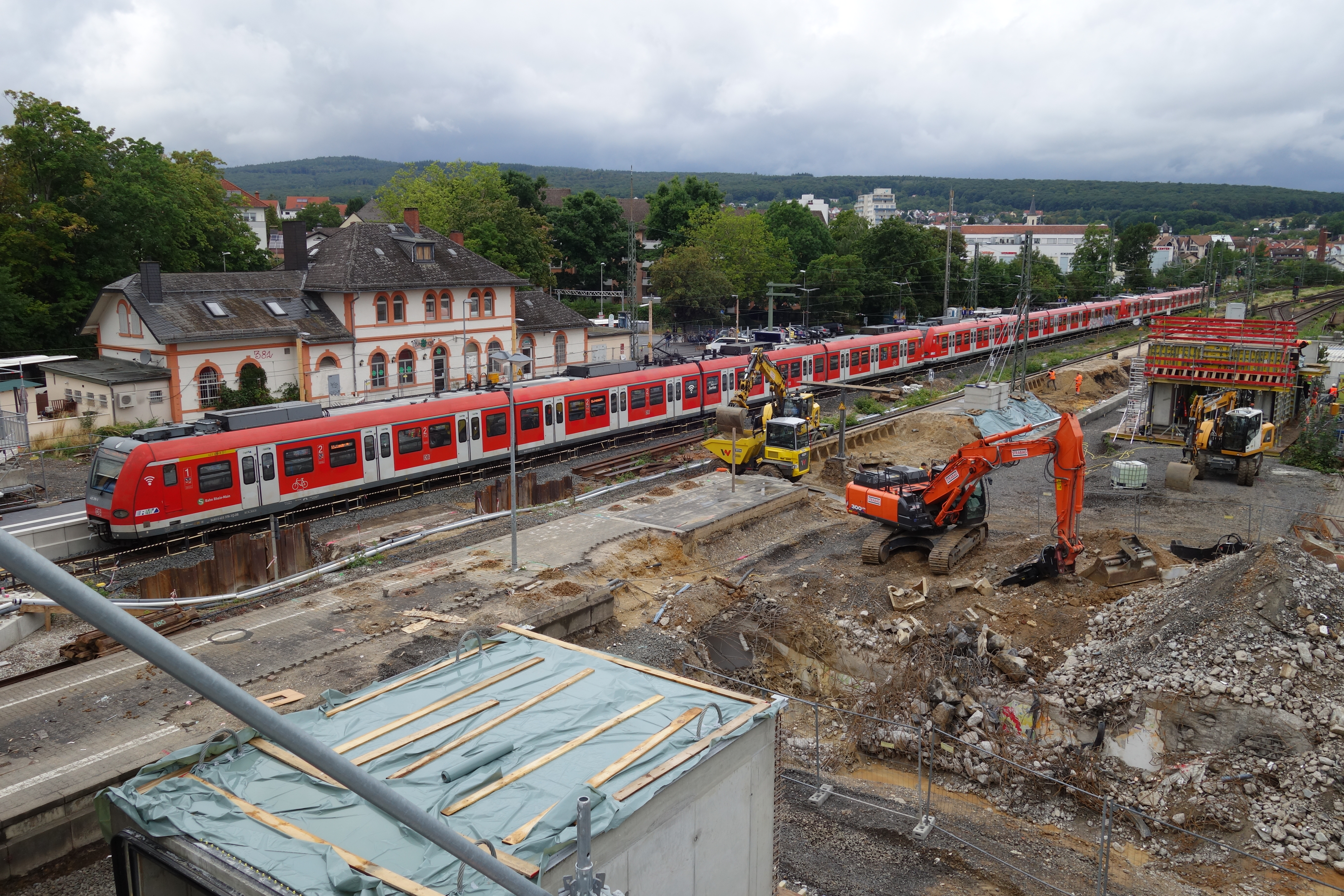
Stazione Friedrichsdorf durante la modernizzazione 2023 con treno della S-Bahn Reno-Meno